# Jurij Natarow
Jurij Olegowicz Natarow (ros. Юрий Олегович Натаров, ur. 28 grudnia 1996 w Tałgarze) – kazachski kolarz szosowy.
Kilkukrotny uczestnik mistrzostw świata w kolarstwie szosowym (w rywalizacji elity, jak i młodszych kategoriach wiekowych), medalista mistrzostw Azji w kolarstwie szosowym (w rywalizacji elity, jak i młodszych kategoriach wiekowych). Przed sezonem 2019 podpisał kontrakt z jeżdżącą w najwyższej dywizji UCI WorldTeams kazachską grupą Astana Pro Team.

## Osiągnięcia
Opracowano na podstawie:

2014
- 1. miejsce w mistrzostwach Kazachstanu juniorów (jazda indywidualna na czas)

2017
- 3. miejsce w mistrzostwach Azji U23 (jazda indywidualna na czas)
- 2. miejsce w Gran Premio Capodarco

2019
- 1. miejsce w mistrzostwach Azji (jazda drużynowa na czas)
- 1. miejsce w Tour of Almaty

2021
- 3. miejsce w mistrzostwach Kazachstanu (jazda indywidualna na czas)

2022
- 1. miejsce w mistrzostwach Kazachstanu (jazda indywidualna na czas)

## Rankingi
| Rok             | 2016  | 2017 | 2018  | 2019 | 2020  | 2021 | 2022 | 2023  |
| --------------- | ----- | ---- | ----- | ---- | ----- | ---- | ---- | ----- |
| World Ranking   | 2315. | 904. | 1903. | 554. | 1331. | 683. | 517. | 2091. |
| UCI Europe Tour | -     | 945. | 2080. |      |       |      |      |       |
| UCI Asia Tour   | 516.  | 197. | 348.  | 20.  | 82.   | 12.  | 17.  | -     |
|                 |       |      |       |      |       |      |      |       |
| Źródło: UCI     |       |      |       |      |       |      |      |       |